# Шибегечи
Шибеге́чи (чув. Шӗпекеч) — деревня в Ибресинском районе Чувашской Республики. Входит в состав Большеабакасинского сельского поселения.

## География
Находится в центральной части Чувашии на расстоянии приблизительно 5 км на север по прямой от районного центра посёлка Ибреси.

## История
Деревня существует с XIX века, в 1970 году учтено 182 жителя, в 1989 87. В 2010 году отмечено 33 двора. В период коллективизации работал колхоз «Осовиахим».

## Население
Население составляло 83 человек (чуваши 100%) в 2002 году, 88 в 2010.